# Juliana Silveira canta Floribella
Juliana Silveira canta Floribella é um álbum de estúdio lançado pela atriz e cantora Juliana Silveira em 22 de abril de 2021 pela Midas Music. Trata-se de uma regravação da trilha sonora da telenovela Floribella, lançada em 2005, onde Silveira também cantava a maioria das canções. No entanto, nesta regravação, há algumas diferenças do álbum de 2005. A música "Você Vai Me Querer" que era cantada pela vilã Maria Carolina Ribeiro, foi regravada pela cantora Shirley Oliveira. Em "Vem Pra Mim", que era um dueto entre Juliana e Gustavo Leão, foi regravada como por Juliana e o cantor Marianno. O mesmo também substituiu Bruno Miguel em "E Assim Será", "Primeiro Encontro" e "Miau Miau".
A produção deste disco ficou a cargo de Rick Bonadio e Fernando De Gino.

"Fonte: <https://observatoriodatv.uol.com.br/noticias/juliana-silveira-anuncia-novo-album-de-floribella-com-a-bencao-das-fadinhas>"
"Fonte: <https://jc.ne10.uol.com.br/cultura/2021/04/12116284-entrevista-juliana-silveira-homenageia-floribella-em-album-especial.html>"
"Fonte: <https://portalpopline.com.br/juliana-silveira-homenageia-floribella-clipe-novo/>"
"Fonte: <https://open.spotify.com/album/0xMyGPW4iji0DeX24F3c89>"